# Berezówka (rejon rohatyński)
Berezówka (ukr. Березівка, Bereziwka) – wieś na Ukrainie, w obwodzie iwanofrankiwskim, w rejonie rohatyńskim. W 2001 roku liczyła 127 mieszkańców.